# 第二代康沃利斯侯爵查尔斯·康沃利斯
查尔斯·康沃利斯，第二代康沃利斯侯爵（Charles Cornwallis, 2nd Marquess Cornwallis，1774年10月19日—1823年8月9日），直到1805年之前被稱為布羅姆子爵，是一位英国保守党政治家。他在1807年至1823年之间，曾擔任皇家狩獵統領。

## 背景
他是第一代康沃利斯侯爵查尔斯·康沃利斯将军和他妻子耶米玛（娘家姓琼斯）的唯一儿子。他的母亲去世时年僅4岁，其後曾就读于伊顿公学和剑桥大学圣约翰学院，並於1795年獲得文學碩士。

## 政治生涯
康沃利斯在1795年回到议会，與他叔叔威廉·康沃利斯共同擔任一個席位，直到1796年為止。然后他当上了萨福克郡骑士，直到1805年他继承父亲的侯爵爵位进入上议院。1807年，他被任命为皇家狩獵統領，任职到14年后他去世為止。

## 家庭
他於1797年与第四代戈登公爵亚历山大·戈登的女儿路易莎·戈登结婚。他们育有五个女儿，包括简·康沃利斯（第三代布雷布鲁克男爵理查德·格里芬的妻子）與耶米瑪·康沃利斯（第三代圣澤門伯爵爱德华·艾略特的妻子），的。他在1823年8月去世，终年48岁。他死后，康沃利斯侯爵絕嗣。而他另一個頭銜康沃利斯伯爵則由他叔叔詹姆斯·康沃利斯主教繼承。